# 被禁止進入歐盟成員國之航空公司列表

该国所有航空公司均遭禁飛
该国部分航空公司遭禁飛
该国部分航空公司遭禁飛，部分航空公司列於附件B
该国部分航空公司列於附件B

被禁止進入歐盟成員國領空之航空公司列表列出了在2006年3月26日歐盟委員會通過決議（EC）No 474/2006後，在列表內的航空公司旗下之機隊均不可以在歐盟成員國的機場起降、飛越及進入歐盟成員國領空。

## 概要
歐盟成立這張「黑名單」的目的，是為了防止黑名單上航空公司的飛機發生事故，危害到歐盟成員國領空的飛行安全，和一旦發生意外所帶來的損失等。全球的航空公司只要符合下列一個條件即被加入黑名單。如果航空公司能够證明飛機有適當的檢修，即可申請除名。很多沒有到歐洲航班的第三世界航空公司被加進名單，而名單每三個月更新一次。
- 機隊檢修不足或者是因多次的檢修不當而發生意外
- 機隊有老舊的飛機（被禁止的多是机龄30年以上的客機，例如波音707、波音737-200、波音727-100，及大部分蘇聯生产的飛機等，例如圖-154）
- 航空公司所屬的國家對航空監管不力（非洲部份國家的所有航空公司因此進入黑名單）
- 航空公司无足够安全措施防止劫機

在名單上的航空公司，其機隊部分飞机如果有歐盟國家航空部門確認飛機安全水平通過歐盟的標準後，就可以撥入例外的範圍，但是该航空公司其他飛機依然不可進入歐盟成員國領空。
另外從2012年1月起生效的歐盟環保法規，若飛機的二氧化碳排放量未減少到歐盟所規定的標準，也將被歐盟禁飛，包括歐盟成員國的航空公司在內。
2019年3月，歐盟禁止所有航空公司的波音737 MAX進出歐盟領空及起降。直到2021年1月27日起解禁。
2019年2月3日，土庫曼斯坦航空被歐盟加入禁飛名單，並稱“等待確認其符合國際航空安全標準”，原文為該禁令於2019年10月16日取消。
2019年12月8日，加蓬的航空公司從名單中剔除，而亞美尼亞民航委員會版指“由於安全監管有鬆械的跡象而受到嚴格審查”，並且在第二天把亞美尼亞的航空公司列入禁飛名單。
截至2020年1月，禁飛名單上並未特別提及敘利亞的航空公司，但在歐盟對敘利亞實施全面制裁下，敘利亞航空公司已被禁止進出歐盟及其領空。
2021年5月24日，白俄羅斯的所有航空公司被列入禁飛名單，因該國於前一天指示白俄羅斯空軍戰鬥機強制一架行經領空的瑞安航空客运班機轉降首都明斯克，降落後白俄警察將搭乘該班機的一位持不同政見者羅曼·普羅塔塞維奇及其女友予以逮捕。不过2025年以来白俄罗斯的航空公司未再被禁。
2022年2月28日，因烏克蘭遭到俄羅斯入侵，因此一度所有俄籍航空公司被列入禁飛名單，2025年以来则根据更新后的制裁规则，允许少量不主动支持战争的小航空公司执飞欧盟航线，但不得直接跨越与俄罗斯接壤的欧盟国家（芬兰、爱沙尼亚、拉脱维亚、立陶宛和波兰）边境，且每次执飞的收益一律被EASA自动没收。

## 被禁的航空公司清單
以下列表更新于2025年6月3日。

### 附件A：除部分例外情况外，全国或全航司禁飞
实际上以下航空公司仍然可以湿租未被禁飞的航空公司飞机行使飞行空域权利，只要有关航司符合安全标准。
| 国家             | 禁飞航空公司             | 注释                                                                             |
| ---------------- | ------------------------ | -------------------------------------------------------------------------------- |
| 阿富汗           | 全国                     | 因无可靠的航空安全制度被禁。                                                     |
| 安哥拉           | 全国，部分豁免           | 豁免航空公司：TAAG安哥拉航空和赫力马隆戈航空                                     |
| 亞美尼亞         | 全国                     |                                                                                  |
| 刚果民主共和国   | 全国                     |                                                                                  |
| 刚果共和国       | 全国                     |                                                                                  |
|                  | 全国                     |                                                                                  |
| 赤道几内亚       | 全国                     | 木棉洲際航空通过湿租飞机运营马德里航线。                                         |
|                  | 全国                     |                                                                                  |
| 伊朗             | 伊朗航空、伊朗阿塞曼航空 | 伊朗航空因向俄羅斯為入侵烏克蘭提供武器支援被禁。                                 |
| 伊拉克           | 伊拉克航空、巴格达航空   |                                                                                  |
|                  | 全国                     |                                                                                  |
| 利比里亚         | 全国                     | 目前利比里亚没有运营中的航空公司。                                               |
| 利比亞           | 全国                     |                                                                                  |
| 尼泊尔           | 全国                     | 因同一机构既监管航空又运营航线构成利益冲突被禁。                                 |
| 俄羅斯           | 绝大多数                 | 因应俄羅斯入侵烏克蘭而被制裁。                                                   |
| 聖多美和普林西比 | 全国                     | 聖普航空（目前该国唯一一家运营中航司）通过湿租欧洲大西洋航空飞机运营里斯本航线。 |
|                  | 全国                     | 目前塞拉利昂没有运营中的航空公司。                                               |
| 苏丹             | 全国                     |                                                                                  |
| 苏里南           | 全国                     |                                                                                  |
| 坦桑尼亚         | 全国                     |                                                                                  |
| 委內瑞拉         | 阿维亚航空               |                                                                                  |
| 辛巴威           | 津巴布韋航空             |                                                                                  |

### 附件B：欧盟空域飞行权利受限
歐盟禁飛清單的附件B僅限於禁止航空公司的部分飛機進入歐盟範圍內。 
| 国家 | 限制航司 | 豁免机队                    |
| ---- | -------- | --------------------------- |
|      | 高麗航空 | 2架圖-204，编号P-632、P-633 |

## 外部連結
- 被禁止進入歐盟成員國之航空公司黑名單（PDF文件）